# Cachorros de Acaponeta
Los Cachorros de Acaponeta es un equipo que compite en la Liga Invernal de Béisbol Nayarita con sede en Acaponeta, Nayarit, México.

## Historia
Los Cachorros de Acaponeta fue un equipo sucursal de los equipos de la Liga Mexicana de Béisbol Broncos de Reynosa, Pericos de Puebla y Sultanes de Monterrey. Tiene su sede en la ciudad de Acaponeta en el estado de Nayarit. 
Su parque es el Estadio Municipal de Acaponeta y participa en la actual Liga Nayarit de Béisbol.

## Palmarés
| Campetición Estatal               | Títulos              |
| --------------------------------- | -------------------- |
| LBN                               | 2012-2013, 2014-2015 |
| Liga Invernal de Béisbol Nayarita | 2019-2020            |

## Jugadores

### Roster actual
Por definir. El seferino